# 추바시인
추바시인(러시아어: чуваши, 추바시어: чăвашсем)은 추바시 공화국에 거주하는 투르크계 민족이다.  자신들이 4세기경 중앙아시아에서 볼가 강 서부지역으로 이주했던 불가르인들의 후예라고 주장한다.
1989년 소비에트 연방의 조사에서 추바시인은 184만 3,300 명을 차지하고 90만 7,000 명(70%)이 추바시 공화국에 산다. 러시아(타타르 공화국(7.3%를 차지함, 악수바옙스키 군, 부인스키 군, 누를라츠키 군, 타튜시스키 군, 체렘샨스키 군에 주로 거주), 바시키르 공화국(6.4%), 사마라주(6.4%), 울리야놉스크주 (6.3%), 튜멘주, 케메로보주, 오렌부르크주, 모스크바주, 크라스노야르스크 지방), 카자흐스탄, 우크라이나에 거주한다.
추바시인은 3개의 그룹으로 나뉜다.
- 베르흐니예추바시인(верхние чуваши)은 추바시 공화국의 북쪽과 북동쪽에 거주한다.
- 루고비예추바시인(луговые чуваши)은 추바시 공화국의 체복사리와 남서쪽에 거주한다.
- 니즈니예추바시인нижние чуваши)은 추바시 공화국의 남쪽에 다른 지역에 거주한다.

사용 언어는 추바시어를 사용한다. 추바시어는 니조보이 방언과 베르호보이 방언 등 2개의 방언이 있다.

## 같이 보기
- 추바시어 위키백과
- 튀르크족